# 大連体育中心

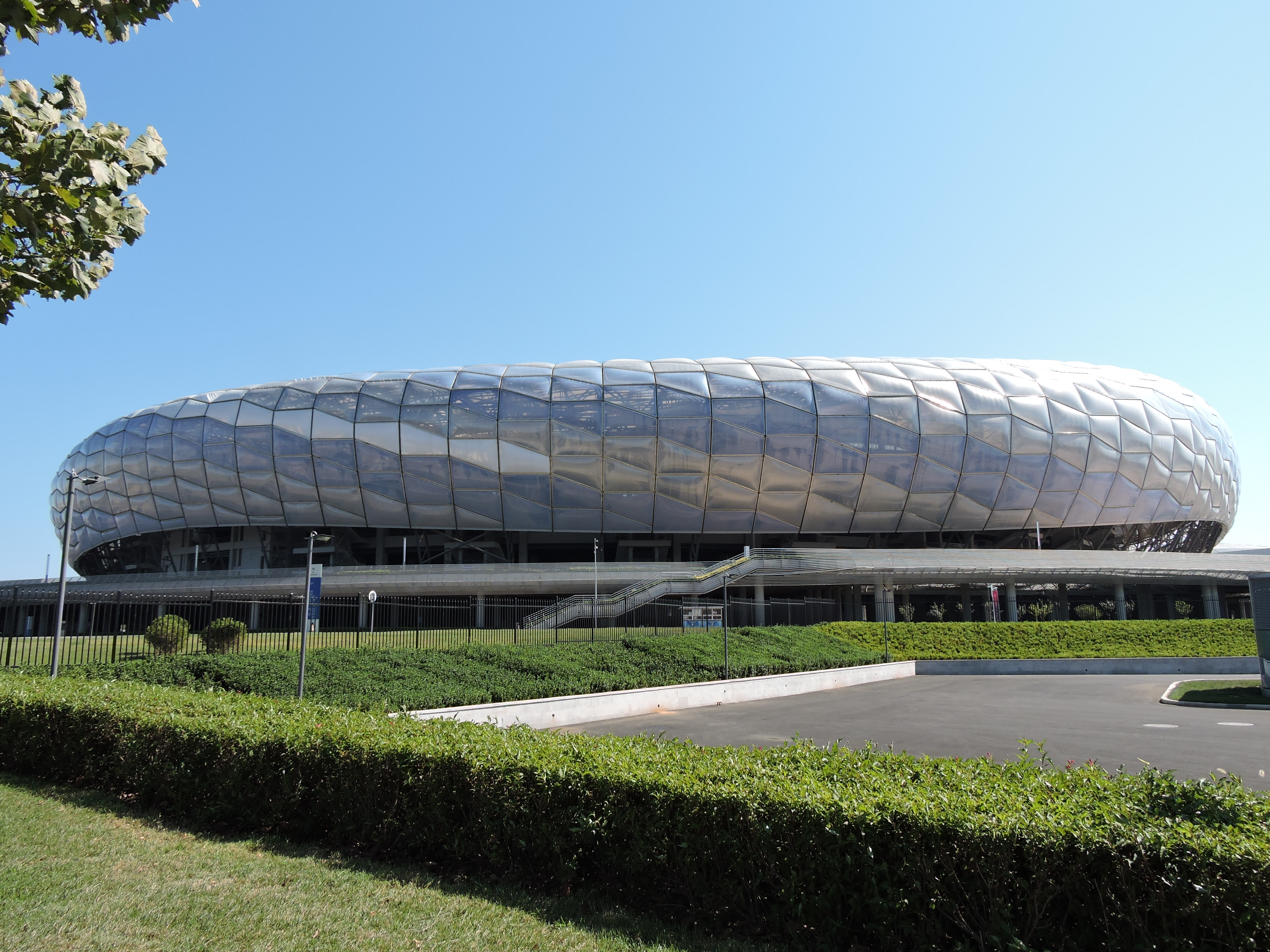
大連体育中心

大連体育中心（だいれんたいいくちゅうしん、中国語:大连体育中心）は、中華人民共和国遼寧省大連市甘井子区にある総合スポーツ施設で、西北路と蘭陵路の交差地点に位置し、総敷地面積は82万平方メートルある。2012年から段階的に完成し、国際クラスの試合やイベントを開催している。中国サッカー・スーパーリーグ所属大連人職業足球倶楽部の本拠地である。

## 概要
第12回中華人民共和国全国運動会の開催に合わせ建設された。
体育中心内には、スタジアム、体育館、テニスコート、屋内テニス練習場、野球場、プール、メディアセンター、トレーニングセンター、屋内陸上競技場が整備された。合計10棟の施設が建てられ、総建築面積は約50万平方メートルにおよぶ。

### スタジアム

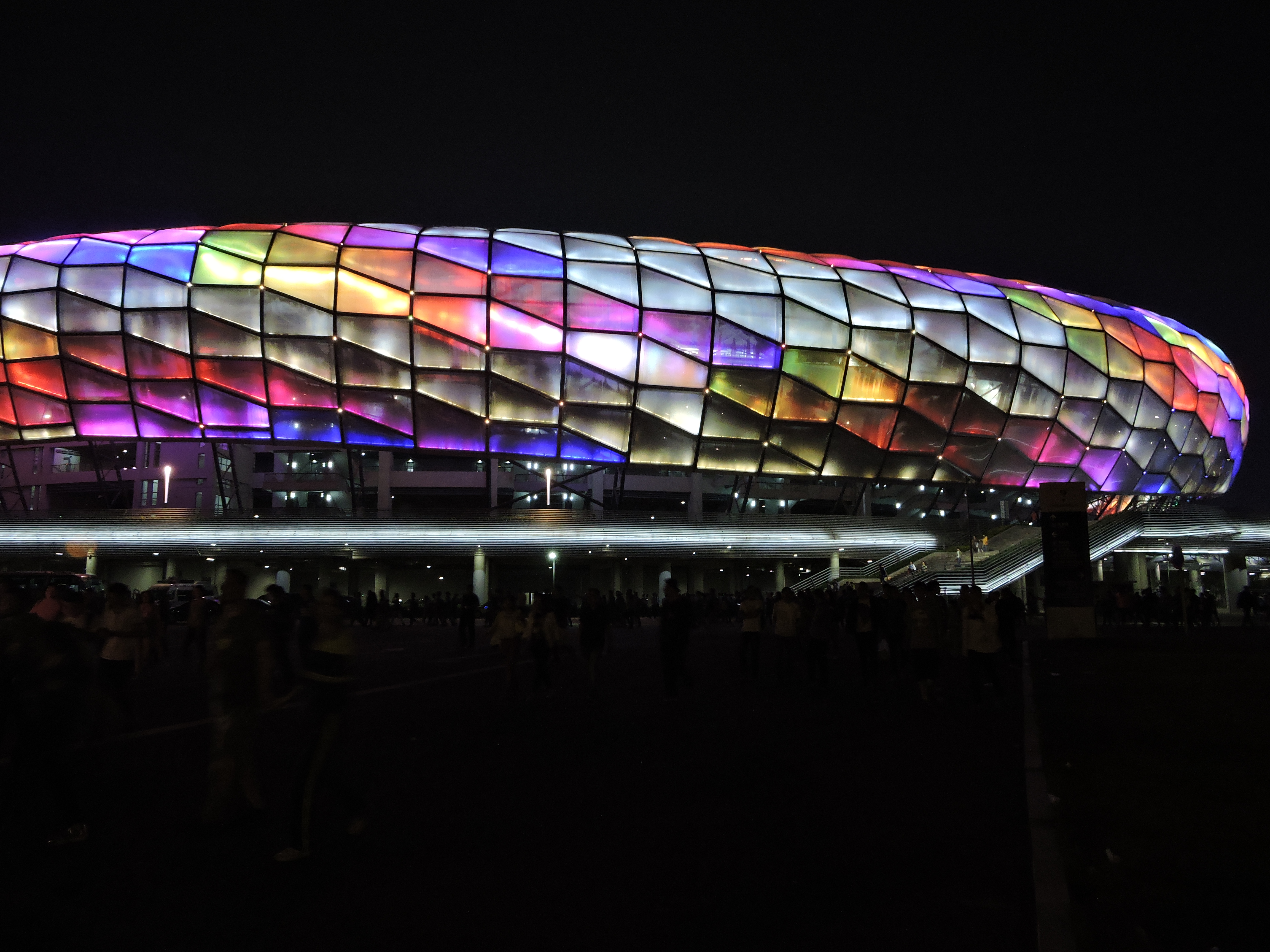
ライトアップ

2009年に着工し、2011年供用開始。敷地面積13万5,000平方メートル、建築面積12万平方メートル、地上6階、座席数6万1,000席ある。陸上競技、サッカー、その他のオリンピック競技や大規模なイベント・コンサート公演も開催可能である。屋外練習場の面積は6万平方メートル。
第12回中華人民共和国全国運動会では男子サッカー、女子サッカー競技が行われた。

### 体育場
敷地面積95,000平方メートル、建設面積83,000平方メートル、座席数18,000席ある。中国東北部では最大の多機能屋内スタジアムである。第12回中華人民共和国全国運動会の体操競技会場である。
2013年9月下旬、不動産開発会社中盛グループが大連体育場の命名権を取得したと発表した。それ以降、正式に「中升文化中心」に改名された。

### テニスコート
敷地面積は10万平方メートル、総建築面積は4万4千平方メートル、高さは16.9メートル。10,000人収容可能なテニス決勝会場、屋内テニス練習場4会場、2,000人収容可能な準決勝会場が2会場、予選会場、練習場を整備した。

### 野球場
2011年6月に着工している。敷地面積4万平方メートル、建設面積1,900平方メートル、座席数3,015席、プロ野球の国際大会の開催が可能である。野球場は通常のソフトボール場にも転用可能となっている。中国野球が発展途上であり使用頻度は低く、競技場不足のため、2018年からは大連宜芳のサッカー練習場として使用されている。また、予備チームの一部試合を開催している。

### 遊泳館
国際競技基準を満たしたプールを建設した。波形の形状をしており、敷地面積は40,000平方メートル、建設面積は37,000平方メートル、高さは25メートル、座席数は4,200席ある。10レーンの競技用50メートルプール、飛び込み競技用プール、8レーンの50メートルトレーニング・ウォーミングアップ用プールが整備された。水泳、シンクロナイズドスイミング、飛び込み、水球などの競技が開催可能となっている。

## アクセス
- 大連地下鉄2号線体育中心駅